# Kitadaito
Kitadaitō (北大東村, Kitadaitō-son) is een dorp in het district Shimajiri van de Japanse prefectuur Okinawa. Op 1 november 2009 had de gemeente 575 inwoners. De bevolkingsdichtheid bedroeg 43,9 inw./km². De oppervlakte van de gemeente bedraagt 13,10 km². De gemeente beslaat het eiland Kitadaitō-jima (北大東島, Kitadaitō-jima) en het onbewoonde eiland Okidaito-jima (沖大東島, Okidaitō-jima).

## Politiek
Kitadaitō heeft een gemeenteraad die bestaat uit 5 verkozen leden. De burgemeester van Kitadaitō is sinds 2007 Mitsumasa Miyagi, een onafhankelijke.
In de gemeenteraad (08/08/2006 - 07/08/2010） zetelen enkel partijlozen.

## Verkeer
Het eiland heeft haar eigen luchthaven, de Luchthaven Kitadaitō (北大東空港, Kitadaitō Kūkō).